# Alby (Ånge)
Alby is een plaats in de gemeente Ånge in het landschap Medelpad en de provincie Västernorrlands län in Zweden. De plaats heeft 403 inwoners (2005) en een oppervlakte van 124 hectare.

## Verkeer en vervoer
Bij de plaats loopt de Riksväg 83.
De plaats ligt zonder station aan de spoorlijn Ånge - Storvik.

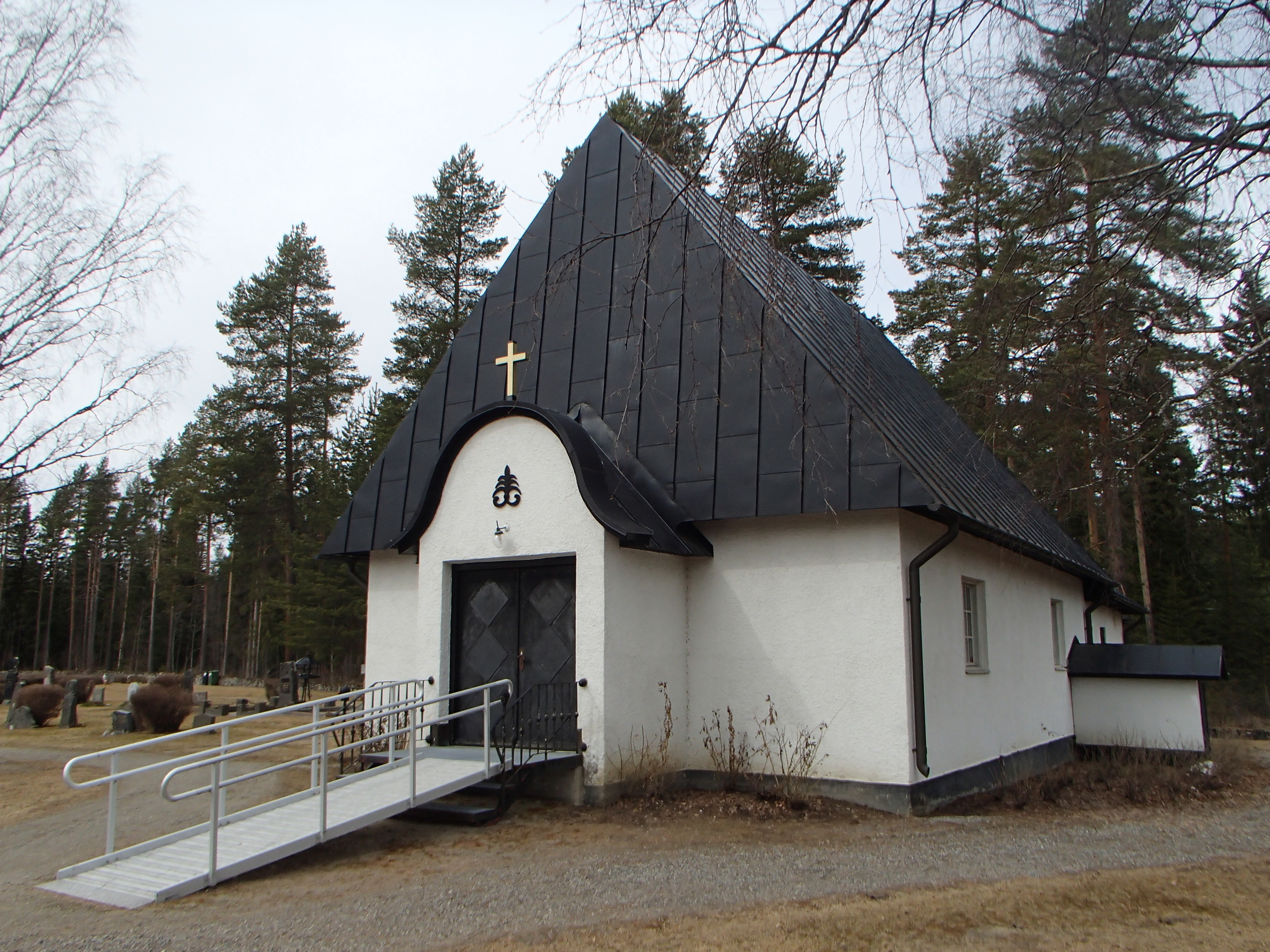
Kerk